# 共产主义战斗细胞
共产主义战斗细胞（法語：Cellules Communistes Combattantes；缩写为CCC）是比利时历史上的一个极左翼城市游击队组织。
该组织在1980年代的活跃期不超过两年，主要活动是在比利时境内发动爆炸袭击。共产主义战斗细胞攻击了共产主义的敌人，尤其是北约组织、美国和其他国际企业和比利时企业联合会。该组织在活跃期发动了26起针对北约、美国、德国和比利时的爆炸袭击，这些袭击一般针对设施财产而非代表人员，同时在袭击前也会警告当局。然而，这些袭击依然造成2人死亡和数人受伤。
26起袭击中有6起是针对美国目标，例如霍尼韦尔和美国银行。该组织在1984年10月8日轰炸霍尼韦尔总部后，发出了一份声明指控霍尼韦尔是“和美国合作的20个主要军事合作者之一”。
1985年共产主义战斗细胞发起的一系列爆炸袭击以及与该组织无关的布拉班特杀手所发动的屠杀震动了这个相对平静的国家，并引起了广泛的安全担忧。作为时任首相维尔弗里德·马尔滕斯安全计划的一部分，政府决定部署约1000名比利时士兵。
1985年12约，比利时警方逮捕了共产主义战斗细胞创始人皮埃尔·卡雷特和其他领导人。1986年1月14日，卡雷特被定罪，共产主义战斗细胞因此基本消亡。
2003年2月卡雷特出狱。2008年卡雷特和伯特兰·萨索耶因违反假释规定以及与意大利恐怖组织“政治-军事共产党”有联系而再次被捕，但几天后，他们被法院释放。